# Jaroslaw Januschewytsch
Jaroslaw Wolodymyrowytsch Januschewytsch (ukrainisch Ярослав Володимирович Янушевич; * 7. Februar 1978 in Kiew, Ukrainische SSR, Sowjetunion) ist ein ukrainischer Politiker und Wissenschaftler. Er diente vom 3. August 2022 bis zum 24. Januar 2023 als Gouverneur der Oblast Cherson.

## Leben
Januschewytsch wurde am Anfang des Jahres 1978 als Sohn des Wolodymyr Januschewytsch in Kiew, der Hauptstadt der heutigen Ukraine, in der damaligen Sowjetunion geboren. Er studierte an der Nationalen Taras-Schewtschenko-Universität Kiew, an der Nationalen I.-I.-Metschnikow-Universität Odessa und an der Nationalen Akademie für öffentliche Verwaltung. Er ist Mitglied der Partei Sluha narodu.

## Auszeichnungen
- Verdienter Ökonom der Ukraine
- Verdienstorden der Ukraine, 3. Klasse
- Verdienstorden der Ukraine, 2. Klasse
- Verdienstorden der Ukraine, 1. Klasse